# Alicia de Larrocha
Alicia de Larrocha (właśc. Alicia de Larrocha y de la Calle, ur. 23 maja 1923 w Barcelonie, zm. 25 września 2009 tamże) – katalońska pianistka. Uczennica Franka Marshalla. Zaczęła zdobywać rozgłos w wieku pięciu lat, pierwszą płytę nagrała w wieku dziewięciu lat, a dwa lata później była solistką podczas wykonana koncertu Mozarta z Orquesta Sinfónica de Madrid. Zadebiutowała w Stanach Zjednoczonych w 1955 roku, grając wraz z Los Angeles Philharmonic. Dokonała wielu nagrań, szczególnie cenione są jej wykonania muzyki kompozytorów hiszpańskich. W 1995 roku została wyróżniona Nagrodą Międzynarodowej Rady Muzycznej UNESCO. Zdobyła cztery Nagrody Grammy: dwukrotnie za nagrania Iberii Albeniza (1974 i 1988), za Goyescas Granadosa (1991) oraz za płytę z utworami Ravela i Fauré (1975).